# Eric Leeds
Eric Leeds (né le 19 janvier 1952) est un musicien de jazz américain surtout connu pour avoir joué avec Prince. Leeds est né à Milwaukee dans le Wisconsin.

## Biographie
Eric Leeds déménagea à Richmond (Virginie) à l'âge de sept ans, où il vécut de 1959 à 1966, puis à Pittsburgh en Pennsylvanie à l'âge de quatorze ans, où il assista au collège. Leeds vécut dix-huit années à Pittsburgh et commença sa carrière musicale à partir de là. Il étudia le saxophone avec le mentor Eric Kloss, qui avait signé avec la maison de disques Prestige Records à l'âge de seize ans. Leeds assista ensuite à l'université de Duquesne. Il a joué dans un groupe nommé "On the Corner" durant les années 1970, groupe constitué de 2 trompettes, 1 saxophone ténor, 1 saxophone baryton et une partie de 4 sections rythmiques. Leeds joua du saxophone baryton dans le groupe. Rich Mansfield, aussi connu sous le nom de Brother Rick et le directeur musical de la série American Soundtrack jouèrent du saxophone ténor.
Son frère, Alan Leeds, fut le manager de tournée de Prince au début des années 1980 et présenta Eric à Prince peu de temps après la tournée Purple Rain Tour. Impressionné par les talents de Leeds, Prince le présenta au groupe The Family en 1985. Le groupe a été de courte durée mais Prince invita Leeds à rejoindre The Revolution pour la tournée de Parade (Hit n Run – Parade Tour). Leeds amena avec lui un ami de longue date, Matt Blistan, qui fut rebaptisé Atlanta Bliss par Prince.
Après la séparation du groupe The Revolution, Prince retint Eric Leeds et Atlanta Bliss pour la succession de son prochain groupe, participant ainsi à trois albums supplémentaires. Atlanta Bliss quitta le groupe en 1989 mais collabora tout de même pour le groupe Madhouse et à de divers projets de Prince au cours du temps. En 1991, Leeds sortit son premier album solo Times Squared via la maison de disques de Prince, Paisley Park Records, mélangeant rock, pop et jazz. Les titres que Leeds choisit pour l'album furent enregistrés entre 1985 et 1988. Un second album, Things Left Unsaid, sortit en 1993 avec une contribution de Prince sur le titre Aguadilla. Le groupe The Family se réunit en 2007 sous le nom de "Fdeluxe" réunissant tous les membres originaux ainsi que Leeds.

## Discographie

### En Solo
- 1991 - Times Squared
- 1993 - Things Left Unsaid
- 2000 - Now & Again

### Avec Prince
- 1986 - Parade
- 1987 - Sign o' the Times
- 1987 - The Black Album (album prévu en 1987 mais sorti en 1994.)
- 1988 - Lovesexy
- 1989 - Batman
- 1992 - Love Symbol Album
- 2002 - One Nite Alone... (live)
- 2003 - N.E.W.S (album instrumental)

### Avec divers artistes
- 1985 - The Family ( The Family )
- 1987 - Sheila E. (Sheila E.)
- 1987 - Jill Jones (Jill Jones)
- 1988 - C.K. (Chaka Khan)
- 1989 - Be Yourself (Patti LaBelle)
- 1989 - Time Waits for No One (Mavis Staples)
- 1989 - Gimme Your Love (James Brown & Aretha Franklin)
- 1990 - Eroica (Wendy and Lisa)
- 1990 - Private Waters in the Great Divide (Kid Creole and the Coconuts)
- 1991 - In A Blue Mood (Jimmy McGriff)
- 1993 - The Voice (Mavis Staples)
- 2000 - Writes of Passage (Sheila E.)